# Llista d'episodis d'Overlord
Overlord és una sèrie de televisió d'anime japonesa basada en la sèrie de novel·les lleugeres homònima escrita per Kugane Maruyama i il·lustrada per so-bin. La sèrie va ser produïda per Madhouse sota la direcció de Naoyuki Itō, composició de guió de Yukie Sugawara i música composta per Shūji Katayama. Overlord es va emetre per primera vegada al Japó a AT-X del 7 de juliol al 29 de setembre de 2015 amb emissions addicionals de Tokyo MX, Sun TV, KBS Kyoto, TV Aichi i BS11.
La segona temporada es va traslladar a MBS. La segona temporada es va emetre del 10 de gener al 4 d'abril de 2018. La tercera temporada es va emetre de l'11 de juliol al 2 d'octubre de 2018.
El 8 de maig de 2021 es va anunciar una quarta temporada i una pel·lícula d'anime, amb la pel·lícula que cobria l'Arc del Regne Sagrat de la sèrie. La quarta temporada es va emetre del 5 de juliol al 27 de setembre de 2022. Els tècnics i repartiment van tornar per repetir els seus papers per a la quarta temporada.
El doblatge català de la primera temporada de la sèrie es va estrenar el 13 de juny de 2024 a la plataforma AnimeBox, propietat de la productora i distribuïdora Selecta Visión. El 20 de juny va incorporar el doblatge de la segona temporada.

## Vista general
| Temporada | Temporada | Episodis | Episodis | Dates d’emissió      | Dates d’emissió        |
| Temporada | Temporada | Episodis | Episodis | Primera emissió      | Última emissió         |
| --------- | --------- | -------- | -------- | -------------------- | ---------------------- |
|           | 1         | 13       | 13       | 7 de juliol de 2015  | 29 de setembre de 2015 |
|           | 2         | 13       | 13       | 10 de gener de 2018  | 4 d'abril de 2018      |
|           | 3         | 13       | 13       | 11 de juliol de 2018 | 2 d'octubre de 2018    |
|           | 4         | 13       | 13       | 5 de juliol de 2022  | 27 de setembre de 2022 |

## Llista d'episodis

### Temporada 1 (2015)
| Núm. total | Núm. de la temporada | Títol                                   | Direcció             | Guió           | Data d'emissió original | Data d'emissió en català | Ref.   |
| ---------- | -------------------- | --------------------------------------- | -------------------- | -------------- | ----------------------- | ------------------------ | ------ |
| 1          | 1                    | Owari to Hajimari (終わりと始まり)      | Kunihiro Wakabayashi | Yukie Sugawara | 7 de juliol de 2015     | 13 de juny de 2024       | [ 11 ] |
|            |                      |                                         |                      |                |                         |                          |        |
| 2          | 2                    | Kaisō shugo-sha (階層守護者)            | Shūji Miyazaki       | Yukie Sugawara | 14 de juliol de 2015    | 13 de juny de 2024       | [ 12 ] |
|            |                      |                                         |                      |                |                         |                          |        |
| 3          | 3                    | Karune-mura no tatakai (カルネ村の戦い) | Naoyuki Itō          | Yukie Sugawara | 21 de juliol de 2015    | 13 de juny de 2024       | [ 13 ] |
|            |                      |                                         |                      |                |                         |                          |        |
| 4          | 4                    | Shi no shihai-sha (死の支配者)          | Masaki Matsumura     | Yukie Sugawara | 28 de juliol de 2015    | 13 de juny de 2024       | [ 14 ] |
|            |                      |                                         |                      |                |                         |                          |        |
| 5          | 5                    | Futari no bōken-sha (二人の冒険者)      | Mihiro Yamaguchi     | Yukie Sugawara | 4 d'agost de 2015       | 13 de juny de 2024       | [ 15 ] |
|            |                      |                                         |                      |                |                         |                          |        |
| 6          | 6                    | Tabiji (旅路)                           | Ryōichi Kuratani     | Yukie Sugawara | 11 d'agost de 2015      | 13 de juny de 2024       | [ 16 ] |
|            |                      |                                         |                      |                |                         |                          |        |
| 7          | 7                    | Mori no ken-ō (森の賢王)                | Masayuki Ōzeki       | Yukie Sugawara | 18 d'agost de 2015      | 13 de juny de 2024       | [ 17 ] |
|            |                      |                                         |                      |                |                         |                          |        |
| 8          | 8                    | Shi o kirisaku sōken (死を切り裂く双剣) | Kunihiro Wakabayashi | Yukie Sugawara | 25 d'agost de 2015      | 13 de juny de 2024       | [ 18 ] |
|            |                      |                                         |                      |                |                         |                          |        |
| 9          | 9                    | Shikkoku no senshi (漆黒の戦士)         | Masaki Matsumura     | Yukie Sugawara | 1 de setembre de 2015   | 13 de juny de 2024       | [ 19 ] |
|            |                      |                                         |                      |                |                         |                          |        |
| 10         | 10                   | Shinso (真祖)                           | Mihiro Yamaguchi     | Yukie Sugawara | 8 de setembre de 2015   | 13 de juny de 2024       | [ 20 ] |
|            |                      |                                         |                      |                |                         |                          |        |
| 11         | 11                   | Konran to haaku (混乱と把握)            | Ryōichi Kuratani     | Yukie Sugawara | 15 de setembre de 2015  | 13 de juny de 2024       | [ 21 ] |
|            |                      |                                         |                      |                |                         |                          |        |
| 12         | 12                   | Senketsu no ikusaotome (鮮血の戦乙女)   | Masaki Matsumura     | Yukie Sugawara | 22 de setembre de 2015  | 13 de juny de 2024       | [ 22 ] |
|            |                      |                                         |                      |                |                         |                          |        |
| 13         | 13                   | (PVN)                                   | Kunihiro Wakabayashi | Yukie Sugawara | 29 de setembre de 2015  | 13 de juny de 2024       | [ 23 ] |
|            |                      |                                         |                      |                |                         |                          |        |

### Temporada 2 (2018)
| Núm. total | Núm. de la temporada | Títol                                             | Direcció                                    | Guió                      | Data d'emissió original | Data d'emissió en català | Ref.   |
| ---------- | -------------------- | ------------------------------------------------- | ------------------------------------------- | ------------------------- | ----------------------- | ------------------------ | ------ |
| 14         | 1                    | Zetsubō no Makuake (絶望の幕開け)                 | Tatsuya Shiraishi                           | Yukie Sugawara            | 10 de gener de 2018     | 20 de juny de 2024       | [ 25 ] |
|            |                      |                                                   |                                             |                           |                         |                          |        |
| 15         | 2                    | Tabidachi (旅立ち)                                | Naoyuki Itō Kazu Terasawa                   | Yukie Sugawara            | 17 de gener de 2018     | 20 de juny de 2024       | [ 26 ] |
|            |                      |                                                   |                                             |                           |                         |                          |        |
| 16         | 3                    | Tsudou, Rizādoman (集う、蜥蜴人)                  | Hiro Soetakazu                              | Fūta Takei Yukie Sugawara | 24 de gener de 2018     | 20 de juny de 2024       | [ 27 ] |
|            |                      |                                                   |                                             |                           |                         |                          |        |
| 17         | 4                    | Shi no Gunzei (死の軍勢)                          | Tatsuya Shiraishi                           | Yukie Sugawara            | 31 de gener de 2018     | 20 de juny de 2024       | [ 28 ] |
|            |                      |                                                   |                                             |                           |                         |                          |        |
| 18         | 5                    | Hyōketsu no Bushin (氷結の武神)                   | Kazuaki Terasawa                            | Yukie Sugawara            | 7 de febrer de 2018     | 20 de juny de 2024       | [ 29 ] |
|            |                      |                                                   |                                             |                           |                         |                          |        |
| 19         | 6                    | Hirou mono, Hirowa reru mono (拾う者、拾われる者) | Akiko Nakano                                | Itsuki Yokoyama           | 14 de febrer de 2018    | 20 de juny de 2024       | [ 30 ] |
|            |                      |                                                   |                                             |                           |                         |                          |        |
| 20         | 7                    | Aoi no Bara (蒼の薔薇)                            | Kim Min Sun                                 | Yukie Sugawara            | 21 de febrer de 2018    | 20 de juny de 2024       | [ 31 ] |
|            |                      |                                                   |                                             |                           |                         |                          |        |
| 21         | 8                    | Shōnen no Omoi (少年の思い)                       | Shinsuke Gomi                               | Satoko Sekine             | 28 de febrer de 2018    | 20 de juny de 2024       | [ 32 ] |
|            |                      |                                                   |                                             |                           |                         |                          |        |
| 22         | 9                    | Mai Agaru Hi no ko (舞い上がる火の粉)             | Motohiro Abe                                | Fūta Takei Yukie Sugawara | 7 de març de 2018       | 20 de juny de 2024       | [ 33 ] |
|            |                      |                                                   |                                             |                           |                         |                          |        |
| 23         | 10                   | Ōto Dōran Joshō (王都動乱序章)                    | Tatsuya Shiraishi                           | Itsuki Yokoyama           | 14 de març de 2018      | 20 de juny de 2024       | [ 34 ] |
|            |                      |                                                   |                                             |                           |                         |                          |        |
| 24         | 11                   | Yarudabaoto (ヤルダバオト)                        | Kazuaki Terasawa                            | Satoko Sekine             | 21 de març de 2018      | 20 de juny de 2024       | [ 35 ] |
|            |                      |                                                   |                                             |                           |                         |                          |        |
| 25         | 12                   | Dōran Saishū Kessen (動乱最終決戦)                | Ryūta Kawahara                              | Yukie Sugawara            | 28 de març de 2018      | 20 de juny de 2024       | [ 36 ] |
|            |                      |                                                   |                                             |                           |                         |                          |        |
| 26         | 13                   | Saikyō Saikō no Kirifuda (最強最高の切り札)       | Masaki Matsumura Tōru Takahashi Naoyuki Itō | Yukie Sugawara            | 4 d'abril de 2018       | 20 de juny de 2024       | [ 37 ] |
|            |                      |                                                   |                                             |                           |                         |                          |        |

### Temporada 3 (2018)
| Núm. total | Núm. de la temporada | Títol                                                                 | Direcció                           | Guió           | Data d'emissió original | Ref.   |
| ---------- | -------------------- | --------------------------------------------------------------------- | ---------------------------------- | -------------- | ----------------------- | ------ |
| 27         | 1                    | Shihaisha no Yūutsu (支配者の憂鬱)                                    | Tatsuya Shiraishi                  | Yukie Sugawara | 11 de juliol de 2018    | [ 39 ] |
|            |                      |                                                                       |                                    |                |                         |        |
| 28         | 2                    | Karune-mura Futatabi (カルネ村再び)                                   | Kazuaki Terasawa                   | Yukie Sugawara | 18 de juliol de 2018    | [ 40 ] |
|            |                      |                                                                       |                                    |                |                         |        |
| 29         | 3                    | Enri no Gekidō Katsu Awatadashī Hibi (エンリの激動かつ慌ただしい日々) | Shigeki Awai                       | Yukie Sugawara | 25 de juliol de 2018    | [ 41 ] |
|            |                      |                                                                       |                                    |                |                         |        |
| 30         | 4                    | Higashi no Kyojin, Nishi no Maja (東の巨人、西の魔蛇)                 | Akiko Nakano                       | Yukie Sugawara | 1 d'agost de 2018       | [ 42 ] |
|            |                      |                                                                       |                                    |                |                         |        |
| 31         | 5                    | Futari no Shidō-sha (二人の指導者)                                    | Masaki Matsumura                   | Yukie Sugawara | 8 d'agost de 2018       | [ 43 ] |
|            |                      |                                                                       |                                    |                |                         |        |
| 32         | 6                    | Shide~e no Sasoi (死出への誘い)                                       | Kang Tai-sik                       | Yukie Sugawara | 15 d'agost de 2018      | [ 44 ] |
|            |                      |                                                                       |                                    |                |                         |        |
| 33         | 7                    | Kumo ni Karame Rareru-chō (蜘蛛に絡められる蝶)                        | Tatsuya Shiraishi                  | Yukie Sugawara | 22 d'agost de 2018      | [ 45 ] |
|            |                      |                                                                       |                                    |                |                         |        |
| 34         | 8                    | Hitonigiri no Kibō (一握りの希望)                                     | Kazuaki Terasawa                   | Yukie Sugawara | 28 d'agost de 2018      | [ 46 ] |
|            |                      |                                                                       |                                    |                |                         |        |
| 35         | 9                    | Zessen (舌戦)                                                         | Akiko Nakano                       | Yukie Sugawara | 4 de setembre de 2018   | [ 47 ] |
|            |                      |                                                                       |                                    |                |                         |        |
| 36         | 10                   | Sensō Junbi (戦争準備)                                                | Masaki Matsumura                   | Yukie Sugawara | 11 de setembre de 2018  | [ 48 ] |
|            |                      |                                                                       |                                    |                |                         |        |
| 37         | 11                   | Mōhitotsu no Tatakai (もう一つの戦い)                                 | Ryūta Kawahara                     | Yukie Sugawara | 18 de setembre de 2018  | [ 49 ] |
|            |                      |                                                                       |                                    |                |                         |        |
| 38         | 12                   | Dai Gyakusatsu (大虐殺)                                               | Hideki Hosokawa                    | Yukie Sugawara | 25 de setembre de 2018  | [ 50 ] |
|            |                      |                                                                       |                                    |                |                         |        |
| 39         | 13                   | (PVP)                                                                 | Tatsuya Shiraishi Kazuaki Terasawa | Yukie Sugawara | 2 d'octubre de 2018     | [ 51 ] |
|            |                      |                                                                       |                                    |                |                         |        |

### Temporada 4 (2022)
| Núm. total | Núm. de la temporada | Títol                                                     | Direcció           | Guió           | Data d'emissió original | Ref. |
| ---------- | -------------------- | --------------------------------------------------------- | ------------------ | -------------- | ----------------------- | ---- |
| 40         | 1                    | Ainzu Ūru Goun Madō Koku (アインズ・ウール・ゴウン魔導国) | Kyōsuke Takada     | Yukie Sugawara | 5 de juliol de 2022     |      |
|            |                      |                                                           |                    |                |                         |      |
| 41         | 2                    | Ri Esutīze Ōkoku (リ・エスティーゼ王国)                   | Yasumi Mikamoto    | Yukie Sugawara | 12 de juliol de 2022    |      |
|            |                      |                                                           |                    |                |                         |      |
| 42         | 3                    | Baharusu Teikoku (バハルス帝国)                           | Kyōsuke Takada     | Yukie Sugawara | 19 de juliol de 2022    |      |
|            |                      |                                                           |                    |                |                         |      |
| 43         | 4                    | Bōryaku no Tōchisha (謀略の統治者)                        | Masaki Matsumura   | Yukie Sugawara | 26 de juliol de 2022    |      |
|            |                      |                                                           |                    |                |                         |      |
| 44         | 5                    | Dowāfu no Kuni o Motomete (ドワーフの国を求めて)          | Masaki Matsumura   | Yukie Sugawara | 2 d'agost de 2022       |      |
|            |                      |                                                           |                    |                |                         |      |
| 45         | 6                    | Semarikuru Kiki (迫りくる危機)                            | Norikazu Ishigōoka | Yukie Sugawara | 9 d'agost de 2022       |      |
|            |                      |                                                           |                    |                |                         |      |
| 46         | 7                    | Shimo no Ryūō (霜の竜王)                                  | Kyōsuke Takada     | Yukie Sugawara | 16 d'agost de 2022      |      |
|            |                      |                                                           |                    |                |                         |      |
| 47         | 8                    | Keisangai no Itte (計算外の一手)                          | Yasumi Mikamoto    | Yukie Sugawara | 23 d'agost de 2022      |      |
|            |                      |                                                           |                    |                |                         |      |
| 48         | 9                    | Metsubō e no Hajimari (滅亡への始まり)                    | Masaki Matsumura   | Yukie Sugawara | 30 d'agost de 2022      |      |
|            |                      |                                                           |                    |                |                         |      |
| 49         | 10                   | Saigo no Ō (最後の王)                                     | Ryūta Kawahara     | Yukie Sugawara | 6 de setembre de 2022   |      |
|            |                      |                                                           |                    |                |                         |      |
| 50         | 11                   | Harimegurasaseta Wana (張り巡らされた罠)                  | Ryūta Kawahara     | Yukie Sugawara | 13 de setembre de 2022  |      |
|            |                      |                                                           |                    |                |                         |      |
| 51         | 12                   | Ōto Shinkō (王都侵攻)                                     | Norikazu Ishigōoka | Yukie Sugawara | 20 de setembre de 2022  |      |
|            |                      |                                                           |                    |                |                         |      |
| 52         | 13                   | Mekkoku no Majo (滅国の魔女)                              | Kyōsuke Takada     | Yukie Sugawara | 27 de setembre de 2022  |      |
|            |                      |                                                           |                    |                |                         |      |

## OVA
| Núm. | Títol                                                                                      | Data d'emissió original |
| ---- | ------------------------------------------------------------------------------------------ | ----------------------- |
| 1    | Pure Pure Pureadesu – Nazarikku Saidai no Kiki (ぷれぷれぷれあです – なざりっく最大の危機) | 30 de setembre de 2016  |
|      |                                                                                            |                         |